# Sergio Roitman
Sergio Roitman (Buenos Aires, 16 maggio 1979) è un ex tennista argentino.
Ottenne il suo best ranking in singolare l'8 ottobre 2007 con la 62ª posizione; mentre nel doppio divenne, l'8 settembre 2008, il 45º del ranking ATP.
In singolare ha ottenuto la vittoria finale in sette Futures, tutti in sudamerica, e dieci Challenger. L'unica vittoria ottenuta in un torneo non su terra battuta è avvenuta in Francia a Cherbourg nel 2003, dove con il punteggio di 6-3, 5-7, 6-4 superò un giovane Rafael Nadal, futuro numero uno del mondo.
In doppio, in coppia con il connazionale Andrés Schneiter, ha vinto i tornei ATP di Amsterdam 2000 e di Umago 2001. Ha conquistato, inoltre, ben ventitré Challenger e sei Futures, tutti su terra battuta.

## Statistiche

### Singolare

#### Vittorie (0)
| Legenda singolare         |
| Grande Slam (0)           |
| ATP World Tour Finals (0) |
| ATP Masters 1000 (0)      |
| ATP World Tour 500 (0)    |
| ATP World Tour 250 (0)    |
| Challengers (10)          |
| Futures (7)               |

| N.  | Data              | Torneo                                     | Superficie  | Avversario         | Punteggio        |
| 1.  | 26 luglio 1998    | Brazil F1, Londrina                        | Terra rossa | Paulo Taicher      | 6-3, 6-4         |
| 2.  | 15 novembre 1998  | Paraguay F2, Asunción                      | Terra rossa | Alejandro Aramburu | 6-1, 6-3         |
| 3.  | 16 novembre 1998  | Paraguay F3, Asunción                      | Terra rossa | Ivan Rodrigo-Marin | 6-2, 2-6, 6-3    |
| 4.  | 19 settembre 1999 | Peru F3, Lima                              | Terra rossa | Solon Peppas       | 6-3, 7-5         |
| 5.  | 23 aprile 2000    | Chile F4, Santiago                         | Terra rossa | Mauricio Hadad     | 6-4, 6-3         |
| 6.  | 7 maggio 2000     | Chile F6, Santiago                         | Terra rossa | Adrián García      | 6-3, 6-3         |
| 7.  | 14 maggio 2000    | Argentina F4, Mendoza                      | Terra rossa | José Acasuso       | 1-6, 7-6(2), 6-2 |
| 1.  | 4 agosto 2002     | St. Petersburg Challenger, San Pietroburgo | Terra rossa | Andrej Stoljarov   | 7-6(3), 6-2      |
| 2.  | 2 marzo 2003      | Challenger Cherbourg-La Manche, Cherbourg  | Cemento (i) | Rafael Nadal       | 6-3, 5-7, 6-4    |
| 3.  | 12 giugno 2005    | Trofeo Club Laieta, Barcellona             | Terra rossa | Tejmuraz Gabašvili | 6-2, 6-3         |
| 4.  | 4 settembre 2005  | Black Forest Open, Freudenstadt            | Terra rossa | Flavio Cipolla     | 7-5, 6-4         |
| 5.  | 5 novembre 2006   | Brazil Challenger, Aracaju                 | Terra rossa | Boris Pašanski     | 6-1, 6-3         |
| 6.  | 19 novembre 2006  | Challenger Ciudad de Guayaquil, Guayaquil  | Terra rossa | Mariano Zabaleta   | 6-3, 4-6, 6-1    |
| 7.  | 10 giugno 2007    | Czech Open, Prostějov                      | Terra rossa | Florian Mayer      | 7-6(1), 6-4      |
| 8.  | 23 settembre 2007 | Szczecin Open, Stettino                    | Terra rossa | Ivo Minář          | 6-2, 7-5         |
| 9.  | 18 novembre 2007  | Buenos Aires Challenger, Buenos Aires      | Terra rossa | Marcos Daniel      | 6-1, 6-4         |
| 10. | 9 novembre 2008   | Challenger Ciudad de Guayaquil, Guayaquil  | Terra rossa | Brian Dabul        | 7-6(5), 6-4      |

### Doppio

#### Vittorie (2)
| Legenda doppio            |
| Grande Slam (0)           |
| ATP World Tour Finals (0) |
| ATP Masters 1000 (0)      |
| ATP World Tour 500 (0)    |
| ATP World Tour 250 (2)    |
| Challengers (23)          |
| Futures (6)               |

| N.  | Data              | Torneo                                      | Superficie  | Compagno            | Avversari in Finale                     | Punteggio           |
| 1.  | 1º agosto 1999    | Uruguay F2, Paysandú                        | Terra rossa | Andres Zingman      | Patricio Arquez Emiliano Redondi        | 6-3, 6-1            |
| 2.  | 19 settembre 1999 | Peru F3, Lima                               | Terra rossa | Enzo Artoni         | Iván Miranda Americo Venero-Montes      | 6-4, 6-2            |
| 3.  | 1º novembre 1999  | Paraguay F3, Asunción                       | Terra rossa | Enzo Artoni         | Daniel Caracciolo Leonardo Olguín       | 6-4, 6-4            |
| 4.  | 4 marzo 2000      | Chile F2, Temuco                            | Terra rossa | Eduardo Medica      | Alejandro Olivera Júlio Silva           | 6-4, 6-4            |
| 5.  | 11 marzo 2000     | Chile F3, Santiago                          | Terra rossa | Eduardo Medica      | Adriano Ferreira Flávio Saretta         | 6-3, 6-2            |
| 6.  | 13 maggio 2000    | Argentina F4, Mendoza                       | Terra rossa | Juan Pablo Guzmán   | Juan Pablo Brzezicki Miguel Miranda     | 6-3, 6-4            |
| 1.  | 21 luglio 2000    | Dutch Open, Amsterdam                       | Terra rossa | Andrés Schneiter    | Edwin Kempes Dennis van Scheppingen     | 4-6, 6-4, 6-1       |
| 1.  | 12 agosto 2000    | Sopot Challenger, Sopot                     | Terra rossa | Andrés Schneiter    | Óscar Hernández Germán Puentes          | 6-4, 6-2            |
| 2.  | 2 settembre 2000  | Budapest Challenger, Budapest               | Terra rossa | Andrés Schneiter    | David Miketa David Škoch                | 6-3, 6-3            |
| 3.  | 16 settembre 2000 | Macedonian Open, Skopje                     | Terra rossa | Enzo Artoni         | Dejan Petrović Sebastián Prieto         | 7-5, 5-7, 6-3       |
| 4.  | 14 aprile 2001    | San Luis Potosí Challenger, San Luis Potosí | Terra rossa | Edgardo Massa       | Paul Hanley Nathan Healey               | 6-4, 5-7, 7-6(3)    |
| 5.  | 26 maggio 2001    | Budapest Challenger, Budapest               | Terra rossa | Daniel Melo         | Jordan Kerr Damien Roberts              | 6-2, 6-4            |
| 2.  | 21 luglio 2001    | Croatia Open Umag, Umago                    | Terra rossa | Andrés Schneiter    | Ivan Ljubičić Lovro Zovko               | 6-2, 7-5            |
| 6.  | 31 agosto 2002    | Brindisi Challenger, Brindisi               | Terra rossa | Mariano Delfino     | Marc López Salvador Navarro             | 7-6(4), 6(3)-7, 6-4 |
| 7.  | 14 settembre 2002 | Budapest Challenger 2, Budapest             | Terra rossa | Paul Baccanello     | Jan Frode Andersen Oliver Gross         | 6-4, 6(5)-7, 6-5r   |
| 8.  | 28 settembre 2002 | Maia Challenger, Maia                       | Terra rossa | Sebastián Prieto    | Paul Baccanello Todd Perry              | 6-4, 6-4            |
| 9.  | 29 marzo 2003     | Città Della Disfida Open, Barletta          | Terra rossa | Sebastián Prieto    | Massimo Bertolini Giorgio Galimberti    | 6-3, 3-6, 6-3       |
| 10. | 4 settembre 2004  | Kiev Challenger, Kiev                       | Terra rossa | Albert Portas       | Igor' Kunicyn Jurij Ščukin              | 6-1, 6-1            |
| 11. | 27 novembre 2004  | Bogotà Challenger, Bogotà                   | Terra rossa | Santiago Ventura    | Richard Barker Frank Moser              | 7-5, 6-4            |
| 12. | 29 maggio 2005    | Sporting Challenger, Torino                 | Terra rossa | Franco Ferreiro     | Francesco Aldi Alessio Di Mauro         | 6(4)-7, 7-5, 7-6(2) |
| 13. | 11 settembre 2005 | Genoa Open Challenger, Genova               | Terra rossa | Leonardo Azzaro     | Marco Pedrini Andrea Stoppini           | 6-1, 6-4            |
| 14. | 17 settembre 2005 | Budapest Challenger 2, Budapest             | Terra rossa | Leonardo Azzaro     | Philipp Petzschner Lars Übel            | 6-3, 5-7, 6-3       |
| 15. | 14 novembre 2005  | Brazil Challenger, Aracaju                  | Terra rossa | Máximo González     | Carlos Berlocq Martín Vassallo Argüello | 6-4, 6(7)-7, 6-3    |
| 16. | 29 gennaio 2006   | Santiago Challenger, Santiago               | Terra rossa | Máximo González     | Jorge Aguilar Felipe Parada             | 6-4, 6-3            |
| 17. | 15 aprile 2006    | Aberto de Florianópolis, Florianópolis      | Terra rossa | Máximo González     | Thiago Alves Júlio Silva                | 6-2, 3-6, [10-5]    |
| 18. | 12 agosto 2006    | San Marino Open, San Marino                 | Terra rossa | Máximo González     | Jérôme Haehnel Julien Jeanpierre        | 6-3, 6-4            |
| 19. | 28 ottobre 2006   | Uruguay Open, Montevideo                    | Terra rossa | Máximo González     | Guillermo Cañas Martín García           | 6-3, 7-6(5)         |
| 20. | 4 novembre 2006   | Brazil Challenger, Aracaju                  | Terra rossa | Máximo González     | Tomas Behrend Marcel Granollers         | 7-6(6), 3-6, [10-6] |
| 21. | 12 maggio 2008    | Tournoi de Bordeaux, Bordeaux               | Terra rossa | Diego Hartfield     | Tomasz Bednarek Dušan Vemić             | 6-4, 6-4            |
| 22. | 25 luglio 2009    | Poznań Open, Poznań                         | Terra rossa | Alexandre Sidorenko | Michael Kohlmann Rogier Wassen          | 6-4, 6-4            |
| 23. | 3 ottobre 2009    | Buenos Aires Challenger, Buenos Aires       | Terra rossa | Brian Dabul         | Lucas Arnold Ker Máximo González        | 6(4)-7, 6-0, [10-8] |